# Frédéric Pommier
Pour les articles homonymes, voir Pommier (homonymie).
Journaliste, auteur, écrivain, Frédéric Pommier, né à Alençon en 1975, officie sur France Inter depuis le début des années 2000. Il est connu pour la variété et la singularité de son travail, allant du reportage politique à la revue de presse, du feuilleton fantasque aux chansons sur l’actualité, en passant par la chronique humoristique, le portrait, la critique culturelle et l’interview intime de personnalités. .

## Biographie
Titulaire d’une licence de philosophie (Université de Caen-Normandie), d’une Médaille d’Or de piano (Conservatoire d’Alençon) et d’une Maitrise en Sciences et Techniques du journalisme (EJCAM – Aix-Marseille), Frédéric Pommier commence la radio en 2000 à la rédaction de France Culture où il présente les journaux.
Il rejoint France Inter en 2001. D’abord présentateur des flashs de nuit et des journaux de la matinale (2001-2002), il devient reporter au service politique (2002-2008), présentateur de la revue de presse en semaine (2008-2009) dans la matinale de Nicolas Demorand, reporter au service culture (2009-2011) puis présentateur de la revue de presse du weekend (2014-2020) dans le 6/9 présenté par Patricia Martin et Eric Delvaux.
Dans le même temps, il imagine de nouvelles chroniques, tant pour les tranches d’information que pour les programmes de la chaîne.
Pour l’émission de Jean-Marc Four « Et pourtant, elle tourne » (2009-2010), il crée Le Dernier mot, chronique autour d’un mot de l’actualité internationale.
Pour l’émission de Pascale Clark « Comme on nous parle » (2009-2014), il crée Le Gimmick, chronique humoristique sur les tics du langage journalistique. Dans cette chronique, il fait intervenir plusieurs personnages récurrents : sa grand-mère, son cousin et surtout Diane Kruger. Il en parle si souvent que M, Le Magazine du Monde lui propose de réaliser un long portrait de l’actrice à l’occasion de la sortie du film « Les Adieux à la Reine » de Benoît Jacquot. Le film est présenté en ouverture de la Berlinale en 2012. Frédéric Pommier va rencontrer Diane Kruger à Berlin.
Pour l’émission de Philippe Collin et Xavier Mauduit « 5/7 Boulevard » (2010-2011), il crée Le Pop Corner (un journal de la culture), Les Amants du boulevard (feuilleton de 32 épisodes) et La Poésie du jeudi (une chanson sur l’actualité). Pour cette dernière, il réalise plusieurs duos avec les chanteurs Clarika, Vincent Baguian, Ours et le groupe Blankass.
Pour l’émission de Philippe Collin et Xavier Mauduit « Downtown » (2011-2012), il crée 18 bis Boulevard Hache-Cœur, un feuilleton quotidien de 156 épisodes.
Pour le 7/9 de Patrick Cohen, il crée L’Éphéméride de Frédéric Pommier, chronique historico-humoristique diffusée chaque jour à 7h57 (2013-2014).
Pour le 5/7 d’Hélène Roussel puis de Mathilde Munos, il crée Le Quart d’heure de célébrité, portrait d’un inconnu devenu subitement célèbre (2017-2020).
Depuis 2020, il présente chaque jour dans le 13/14 de France Inter C’est une chanson, une interview intime et musicale de personnalités.

## Télévision et presse écrite
Parallèlement à ses activités radiophoniques, Frédéric Pommier collabore à plusieurs programmes et émissions de télévision.
Il enregistre la voix off de cinq documentaires de 52 minutes pour France 5 (collection Duos d’artistes, 2015-2017) puis devient chroniqueur dans l’émission hebdomadaire Bonsoir ! sur Canal+ (2018-2019), émission présentée par Isabelle Ithurburu.
Depuis 2019, il participe régulièrement à l’émission 28 Minutes sur Arte, émission présentée par Elisabeth Quin, Renaud Dély, Benjamin Sportouch et Jean-Mathieu Pernin.
Il a par ailleurs tenu une chronique hebdomadaire dans M, Le Magazine du Monde (Les héros, 2013-2014).

## Feuilletons et théâtre
Pour ses feuilletons radiophoniques Les Amants du boulevard et 18 bis, boulevard Hache-Cœur, Frédéric Pommier fait jouer et dirige des dizaines de comédiens, parmi lesquels Armelle, Ariane Ascaride, Aure Atika, Olivier de Benoist, Didier Bénureau, Romane Bohringer, Alexandre Brasseur, Pierre Cassignard, Amelle Chahbi, Annie Cordy, Camille Cottin, François-Xavier Demaison, Delphine Depardieu, Noom Diavara, Frédéric Diefenthal, Joséphine Draï, Arnaud Ducret, Nicole Ferroni, Vanessa Guide, Gwendoline Hamon, Jérôme Kircher, Bérangère Krief, Axelle Laffont, Vincent Lacoste, Chantal Ladesou, Baptiste Lecaplain, Pascal Légitimus, Philippine Leroy-Beaulieu, Caroline Loeb, Guillaume Marquet, Bernard Ménez, Noémie Merlant, Eric Métayer, François Morel, Christine Murillo, Julie-Marie Parmentier, Fred Pellerin, Dominique Pinon, Patrick Préjean, Gérard Rinaldi, François Rollin, Smaïn, Bruno Solo, Robinson Stévenin, Claudia Tagbo, Sébastien Thiéry, Dominique Valadié, Vérino, Audrey Vernon, Jonathan Zaccaï.
En 2013, il écrit par ailleurs pour France Culture Rosalie, litologue, un feuilleton de 5 épisodes de 7 minutes diffusé dans l’émission « La Vie Moderne ».
La même année, sa pièce Le Prix des Boîtes est créée au Théâtre de l’Athénée-Louis Jouvet à Paris dans une mise en scène de Jorge Lavelli. Portée par les comédiens Catherine Hiegel, Francine Bergé, Liliane Rovère, Sophie Neveu, Raoul Fernandez et Francis Leplay, elle a été reprise depuis par une vingtaine de troupes de théâtre amateur en France et en Belgique. Grâce à son rôle dans Le Prix des Boîtes, Francine Bergé reçoit en 2013 un Prix d’Honneur lors de la cérémonie du Palmarès du théâtre.

## Distinctions
Prix Varenne de la radio pour le reportage « Le dernier voyage de Fabienne » (2015)
Prix de l’Association des Journalistes de l’Information Sociale pour le reportage « Le premier repas » (2001)